# Модел на Хъбърд
Моделът на Хъбърд е приближен модел, използван по-специално във физиката на твърдото тяло за описание на преход между система от вида проводник-изолатор /цитат/. Моделът на Хъбърд (наречен на Джон Хъбърд) е най-простия модел на взаимодействие между частици в решетка само с два члена в хамилтониана: кинетичен член, позволяващ тунелиране на частици между възлите на решетката и потенциален член, описващ взаимодействие на даден възел. Частиците могат да бъдат както фермиони (както е в оригиналната работа на Хъбърд) така и бозони (когато моделът се свързва с Бозе-Хъбърд модела или т. нар. бозонен Хъбърд модел).
Моделът на Хъбърд е добро приближение за частици в периодичен потенциал при достатъчно ниски температури, така че частиците са в най-ниския блохов слой, така че всички далекодействащи взаимодействия между частиците могат да се пренебрегнат. Ако се включат взаимодействия между частици в различни възли на решетката, то тогава се говори за разширен модел на Хъбърд.
Моделът (предложен през 1963 г.) е предложен за описание на електроните в твърдо тяло и в частност интереса за него е концентриран за разглеждането на феномена (тогава!) високо-температурна свръхпроводимост. По-нататък (вече горе споменатия) Бозе-Хъбърд (или бозонен Хъбърд) модел спомогнал за описание поведението на свръхстудени атоми, „хванати в капан“ при оптична решетка.
За електрони в твърдо тяло, моделът на Хъбърд може да бъде разглеждан като подобрение на т. нар. модел на силната връзка (от англ. tight-binding model (TB)), който включва само hopping члена. За достатъчно силни взаимодействия, той може да даде качествено различно поведение от TB модела и вярно да предскаже съществуването на т. нар. изолатори на Мот, които не могат да станат проводящи при силното отблъскване между частиците.